# Procedura Hochberga
Procedura Hochberga (ang. Hochberg's step-up procedure) − procedura statystyczna służąca kontroli FWER podczas wykonywania porównań wielokrotnych. Twórcą procedury jest izraelski statystyk Yosef Hochberg, który zaprezentował ją w artykule pt. A sharper Bonferroni procedure for multiple tests of significance z 1988 r.
Zaletą procedury Hochberga jest jej łatwość w użyciu oraz to, że posiada większą moc niż procedury alternatywne (czyli procedura Bonferroniego i procedura Holma). Hochberg początkowo nazywał swoją procedurę statystyczną rozszerzoną procedurą Simesa, gdyż dokonał modyfikacji istniejącej wcześniej procedury opracowanej przez R. J. Simesa i przedstawionej w 1986 r. (a więc zaledwie 2 lata wcześniej od Hochberga) w artykule pt. An improved Bonferroni procedure for multiple tests of significance.